# Nije kraj (2008.)
Nije kraj je crnohumorna drama-romansa iz 2008. koju je režirao Vinko Brešan u hrvatsko-srpskoj koprodukciji. Bio je to prvi film u hrvatsko-srpskoj koprodukciji od raspada SFRJ. Radnja se odvija oko mladog hrvatskog ratnog veterana koji se zaljubi u srpsku porno glumicu jer ga veže prošlost s njom. Na 55. festivalu igranog filma u Puli film je osvojio Zlatne Arene za kostimografiju, scenografiju, montažu i sporednu mušku ulogu (Leon Lučev). Film je također osvojio nagradu publike Zlatna vrata Pule.

## Radnja
U Pitomači Rom Đuro priča neobičnu priču koja mu se dogodila: Martin, mladi hrvatski ratni veteran, na nekoj tržnici je kupio pornić na DVD-u na kojem je uočio srpsku glumicu Desu u ulozi Crvenkapice i Đuru u ulozi vuka. On pronalazi Đuru te ga nagovori da ga odvede do Dese. Autom stignu do Beograda gdje se ispostavi da Desa radi kao prostitutka za jednog svodnika. Martin sakupi dovoljno novaca te je otkupi za 35.000 € i dovede u Hrvatsku.
Prvog dana u njegovom stanu, ona se skine jer prepostavlja da je sad on njen novi svodnik, no on odbije spavati s njom. S njom postupa kao s damom, kuha za nju te joj čak i kupuje cvijeće za rođendan. Ona je zbunjena njegovim ponašanjem, no on odbija reći zašto je tako dobar prema njoj. Na kraju, ipak se zaljube i provedu par strastvenih noći. U vraćanju radnje unatrag, ispostavi se da Martin zapravo ima grižnju savjesti prema njoj jer je tijekom Domovinskog rata bio snajperist koji ju je promatrao u njenom stanu u Obrovcu, sve dok nije dobio naredbu da ubije njenog supruga, srpskog časnika na visokoj dužnosti u Srpskoj vojsci Krajine. Problemi nastaju kada Martinovi bivši kolege odluče ubiti Desu. Par bježi u Obrovac gdje Martin spašava Desu. Tada Desa saznaje da je on ubio njenog supruga. Također se ispostavi da Martin ima opaku bolest od koje će za par mjeseci umrijeti. Međutim, nakon nekog vremena, Đuro ponovo naiđe na njega, živog, te ga odvede na neku proslavu. Tamo Martin opet sretne Desu i oni ostaju par.

## Uloge
- Ivan Herceg - Martin
- Nada Šargin - Desa
- Predrag Vušović - Đuro
- Inge Appelt - Marija/Žaklina
- Dražen Kühn - Kriminalac
- Mladen Vulić - Nikola
- Leon Lučev - Martinov kolega
- Ljubomir Kerekeš - doktor
- Ana Begić - Emina
- Mila Elegović - Nensi
- Luka Peroš - vojvoda
- Robert Ugrina - policajac na granici
- Luka Juričić - pretili Žaklinin unuk
- Alen Šalinović - Gluhak

## Nagrade
- Zlatne Arene za kostimografiju, scenografiju, montažu i sporednu mušku ulogu (Leon Lučev). Film je također osvojio nagradu publike Zlatna vrata Pule.

## Kritike
U svojoj recenziji, Željko Luketić je zapisao:
"Od “Svjedoka” nadalje, a za razliku od prva dva filma, ovaj autor deklarativno se vratio komediji, ali taj povratak opterećen je ozbiljnim i visokim pretenzijama koje nikako ne nalaze mjesto u pučkoj komediji. Sarkazam i crni humor, prisutan kod njega u više-manje stalnom omjeru u “Nije kraj” ne nalazi baš nikakvu ravnotežu, toliko da se uopće ne može govoriti o crnoj komediji, jer novi film sve je samo ne komedija. Nastao prema motivima “Posmrtne trilogije” Mate Matišića, “Nije kraj” izrezuje glavne motive u sažetim i zbrzanim potezima i bez problema se mogao zvati “Posmrtna trilogija ukratko”. Zbrzane i male epizode, poput spomenute Brajovićeve, tako su tek odrađene kako bi se uklopile u tobože veću sliku, no ta veća slika toliko je sumorna da joj ni sprdnja s ovcama, pornografijom i licemjernim postratnim mentalitetom ne pomaže u navlačenju smijeha."
Kritičar Nenad Polimac hvalio je pak film:
"“Nije kraj” krajnje je neobičan film. Krcat je motivima koji bi skladno pristajali pričama s tragičnim svršetkom, a usprkos tomu gledatelj se neprestano kikoće. U pitanju je drska crna komedija u kojoj se pravi sprdačina od umiranja, života u postkomunizmu i poraću te koječega drugog, a vrlo dobar kontrapunkt predstavlja fina ljubavna priča koja zbivanja izdiže na poetičnu razinu".

## Vanjske poveznice
- Nije kraj u internetskoj bazi filmova IMDb-a
- Nije kraj  Arhivirana inačica izvorne stranice od 19. travnja 2010. (Wayback Machine) na Filmski.net